# The EPs
Albums de Lacuna Coil
Comalies
(2002) Karmacode
(2006)
The EPs est le premier Best Of du groupe Lacuna Coil sorti en 2005. C'est en fait les deux premiers EP du groupe parus respectivement en 1998 et 2000 qui sont réunis dans cette compilation. On trouvera donc sur cette compilation deux formations différentes de Lacuna Coil. The EPs a été remasterisé aux Woodhouse Studios en Allemagne par Siggi Bemm Jr et Dennis Köhne.

## Musiciens des titres 1 à 6
- Cristina Scabbia : chant féminin.
- Andrea Ferro : chant masculin.
- Marco Coti Zelati : basse.
- Raffaele Zagaria : guitares.
- Claudio Leo : guitares.
- Leonardo Forti : batterie, percussion.
- Waldemar Sorychta : claviers et production.

## Musiciens des titres 7 à 11
- Cristina Scabbia : chant féminin.
- Andrea Ferro : chant masculin.
- Marco Coti Zelati : basse, claviers.
- Marco Biazzi : guitares.
- Cristiano Migliore : guitares.
- cristiano Mozzati : drums, percussion.

## Liste des titres
- Note: Les titres de 1 à 6 viennent du Lacuna Coil (EP), les titres de 7 à 11 viennent du Halflife (EP).

| No  | Titre                                    | Auteur                                 | Durée      |
| --- | ---------------------------------------- | -------------------------------------- | ---------- |
| 1.  | No Need To Explain                       | Lacuna Coil                            | 3 min 40 s |
| 2.  | The Secret...                            | Lacuna Coil                            | 4 min 18 s |
| 3.  | This Is My Dream                         | lacuna Coil                            | 4 min 08 s |
| 4.  | Soul Into Hades                          | Lacuna Coil                            | 4 min 54 s |
| 5.  | Falling                                  | Cristina Scabbia/Marco Coti Zelati     | 5 min 42 s |
| 6.  | Un Fantasma Tra Noi (A Ghost Between Us) | Lacuna Coil                            | 5 min 24 s |
| 7.  | Halflife                                 | Scabbia/Andrea Ferro/Coti Zelati       | 4 min 58 s |
| 8.  | Trance Awake                             | Coti Zelati/Cristiano Mozzati          | 2 min 02 s |
| 9.  | Senzafine                                | Scabbia/Ferro/Coti Zelati              | 3 min 38 s |
| 10. | Hyperfast                                | Scabbia/Ferro/Coti Zelati/Marco Biazzi | 4 min 57 s |
| 11. | Stars (reprise de Dubstar)               | Steve Hilier                           | 4 min 43 s |